# Hieracium atratum
Hieracium atratum es una especie de planta con flor del género Hieracium, de la familia Asteraceae, orden Asterales.

## Distribución
Hieracium atratum se distribuye por Austria, Checoslovaquia, Francia, Alemania, Italia, Noruega, Polonia, Rumania, Suecia, Suiza y Ucrania.

## Taxonomía
Fue descrita científicamente por R. E. Fr. Fue publicada en Nova Acta Regiae Soc. Sci. Upsal., ser. 2, 14: 105.